# Miz Cracker
Maxwell Heller, plus connu sous le nom de scène Miz Cracker, est une drag queen et personnalité télévisée américaine. Elle est principalement connue pour avoir participé à la dixième saison de l'émission RuPaul's Drag Race.

## Jeunesse et débuts
Maxwell naît le 19 avril 1984 à Seattle, dans l'état de Washington. Il commence le transformisme en 2011 et participe à des manifestations pour l'égalité à Times Square avec sa drag mother Bob the Drag Queen, gagnante de la huitième saison de RuPaul's Drag Race,,.

## Carrière
Le 22 février 2018, Miz Cracker est annoncée comme l'une des quatorze candidates participant à la dixième saison de RuPaul's Drag Race. Elle gagne le défi du dixième épisode grâce à son relooking, puis est éliminée dans l'épisode suivant par Kameron Michaels dans un lip-sync sur la chanson Nasty Girl de Vanity 6.
Elle crée sa propre web-série, Review with a Jew, où elle fait des récapitulatifs des épisodes de RuPaul's Drag Race, depuis la troisième saison de RuPaul's Drag Race: All Stars. Le premier épisode est diffusé le 31 janvier 2018. Elle apparaît avec Tammie Brown, Ginger Minj, Jasmine Masters, Shea Couleé et Eureka O'Hara dans la web-série de Billboard Spillin' the Tea le 13 juin 2018. Elle est l'une des animatrices de la web-série de WOWPresents, JewTorials, le 26 juin 2018. Elle fait également trois apparitions sur la chaîne YouTube de cuisine Bon Appétit avec Carla Music.
Miz Cracker, étant juive, a travaillé avec Alexis Michelle, Lady Sinagaga et Sherry Vineto pour créer Jappy, une parodie de la chanson Happy de Pharrell Williams.
Elle écrit régulièrement pour le magazine Slate depuis 2014. En 2016, elle reçoit le prix d'excellence d'une association de journalisme dédiée aux problèmes LGBTQ+ dans les médias.
Elle est nommée, avec Aquaria, pour les People's Choice Awards de 2018, dans la catégorie « Participant à une émission de compétition de l'année ».

## Vie privée
Maxwell vit à Harlem, à Manhattan, et est ceinture noire de karaté. Avant d'apparaître dans RuPaul's Drag Race, il travaille dans une école au Sénégal et y apprend le wolof. Il organise une collecte de fonds pour les droits des personnes LGBTQ+ en Ouganda en 2016.
Le 10 août 2018, on lui vole son argent ainsi que sa carte d'identité pendant sa tournée à Dublin, en Irlande.

## Filmographie

### Télévision
| Année | Titre                        | Rôle      | Notes                                   |
| ----- | ---------------------------- | --------- | --------------------------------------- |
| 2018  | RuPaul's Drag Race           | Elle-même | Candidate : Saison 10 — Cinquième place |
| 2018  | RuPaul's Drag Race: Untucked | Elle-même | Émission annexe de RuPaul's Drag Race   |
|       | Rupaul’s All stars           |           |                                         |

### Web-série
| Année    | Titre             | Rôle      | Notes      |
| -------- | ----------------- | --------- | ---------- |
| 2018–... | Review with a Jew | Elle-même | Animatrice |